# Claude Berri
Claude Berri, all'anagrafe Claude Berel Langmann (Parigi, 1º luglio 1934 – Parigi, 12 gennaio 2009), è stato un regista, sceneggiatore, attore e produttore cinematografico francese.

## Biografia
Nato da famiglia ebrea aschenazita, padre pellicciaio polacco e madre rumena, per un po' seguì l'attività di famiglia, poi cominciò a studiare recitazione. Intrapresa l'attività di attore cambiò il suo cognome in Berri. 
Parallelamente alle prime esperienze recitative in teatro cominciò la sua attività di regista. Nel 1963 girò il cortometraggio Le Poulet, che uscì tre anni più tardi ottenendo nel 1966 l'Oscar al miglior cortometraggio.
In cinquanta anni di attività diresse, sceneggiò e produsse molti film, tra i quali si annoverano alcuni tra i maggiori successi al botteghino francesi. Tra le sue opere si ricordano i due film Jean de Florette e Manon delle sorgenti, usciti nel 1986, prima e seconda parte di una storia tratta dal romanzo L'acqua delle colline di Marcel Pagnol.
Colpito nel 2006 da un ictus, Berri morì nel 2009, poco dopo aver iniziato le riprese del film Trésor, che fu poi completato da François Dupeyron, che già lo affiancava nella lavorazione.

## Vita privata
La prima moglie Anne-Marie Rassam, produttrice, affetta da mania depressiva, si suicidò nel 1997. Il figlio, Julien Rassam, attore, nel 2000 a soli 32 anni rimase paraplegico dopo essere caduto dal terzo piano di un hotel in circostanze poco chiare. Già vittima di depressione in precedenza, si suicidò due anni più tardi. Episodi questi che segnarono profondamente gli ultimi anni di Berri.
Dalla prima moglie ebbe un secondo figlio, Thomas Langmann, produttore, mentre dalla seconda moglie, la costumista Sylvie Gautrelet, ebbe il suo terzo figlio Darius nel 1987.  In seguito ebbe come compagna Nathalie Rheims, scrittrice e produttrice, sorella della famosa fotografa Bettina Rheims.

## Filmografia

### Regista
- Le Poulet – cortometraggio (1963)
- Una matta voglia di donna (Les baisers), film a episodi (segmento Baiser de 16 ans)	(1964)
- L'amore e la chance (La chance et l'amour), film a episodi (segmento La Chance du guerrier) (1964)
- Il vecchio e il bambino (Le vieil homme et l'enfant) (1966)
- Mazel Tov ou le Mariage (1968)
- Le pistonné (1969)
- Le cinéma de papa (1970)
- Quello che già conosci sul sesso e non prendi più sul serio (Sex-shop) (1972)
- Il cornuto scontento (Le mâle du siècle) (1975)
- La première fois (1976)
- Un moment d'égarement (1977)
- Je vous aime (1980)
- Le maître d'école (1981)
- Ciao amico (Tchao Pantin) (1983)
- Jean de Florette (1986)
- Manon delle sorgenti (Manon des sources) (1986)
- Uranus (1990)
- Germinal	(1993)
- Lucie Aubrac - Il coraggio di una donna (Lucie Aubrac) (1996)
- La débandade 	(1999)
- Une femme de ménage (2001)
- L'un reste, l'autre part (2004)
- Semplicemente insieme (Ensemble, c'est tout) (2006)
- Trésor (2009) (terminato da François Dupeyron)

### Sceneggiatore
- Il vecchio e il bambino (Le vieil homme et l'enfant) (1966)
- Mazel Tov ou le Mariage (1968)
- Le Pistonné (1969)
- Le cinéma de papa (Le cinéma de papa) (1970)
- Quello che già conosci sul sesso e non prendi più sul serio (Sex-shop) (1972)
- Il cornuto scontento (Le mâle du siècle) (1975)
- La première fois (1976)
- Un moment d'égarement	(1977)
- Je vous aime (1980)
- Le maître d'école (1981)
- Ciao amico (Tchao Pantin) (1983)
- Jean de Florette (1986)
- Manon delle sorgenti (Manon des sources) (1986)
- Uranus (Uranus) (1990)
- Germinal (1993)
- Lucie Aubrac - Il coraggio di una donna (Lucie Aubrac) (1996)
- La débandade (1999)
- Une femme de ménage (2001)
- L'un reste, l'autre part (2004)
- Semplicemente insieme (Ensemble, c'est tout) (2006)
- Trésor (2009)

### Produttore
- La Femme de mon pote, regia di Bertrand Blier (1983)
- Trois places pour le 26, regia di Jacques Demy (1988)